# Shin Tenchi muyō!
Shin Tenchi muyō! (新・天地無用!? lett. "Nuovo - Inutile Tenchi") è un anime di 26 episodi prodotto dalla AIC e dalla Pioneer Animation nel 1997. È la terza serie legata al franchise di Chi ha bisogno di Tenchi?.
Rispetto a Tenchi muyō!, questa serie è completamente scollegata con la trama originale di Chi ha bisogno di Tenchi?. 
Rispetto alle precedenti serie, i personaggi compaiono già nella prima puntata e non vengono introdotti di episodio in episodio; tuttavia sono stati apportati diversi cambiamenti alle storie e alle personalità dei personaggi. Per esempio né Tenchié né suo nonno sono in qualche modo collegati alla famiglia reale di Jurai e il segreto della famiglia Masaki è soltanto quello di proteggere la Terra. 
Viene inoltre introdotto il personaggio di Sakuya Kumashiro, protagonista indiscussa di questa serie, che però non comparirà mai più in altre produzioni del franchise di Chi ha bisogno di Tenchi?.
L'umorismo che pervade l'anime inoltre è del tutto differente a quello a cui le precedenti serie avevano abituato, con gag surreali ed esagerate. Per facilitare l'animazione e la fluidità dei movimenti inoltre i personaggi sono stati ridisegnati con un character design più semplice.
La serie è stata importata in Italia dalla Doro TV Merchandising. È stata trasmessa a partire dal 2004 da alcune emittenti locali tra cui Super 3; in seguito è stata replicata da settembre 2007 dall'emittente digitale terrestre SitcomUNO (che l'ha interrotta all'episodio 21) e da febbraio 2008 da FacileTV.

## Trama
Il giovane Tenchi Masaki decide di trasferirsi a Tokyo, per poter sfruttare le opportunità che può garantirgli la grande città. Qui il ragazzo conosce una graziosa adolescente di nome Sakuya Kumashiro. I due ragazzi in breve tempo finiscono per innamorarsi, ma Sakuya è inconsapevole di essere stata creata da una malvagia entità proprio allo scopo di concupire Tenchi, in modo da poter dominare il mondo. Tenchi venuto a conoscenza della verità, dovrà gestire i propri sentimenti con il dovere di rispettare il proprio ruolo di guardiano delle Terra.

## Episodi
| Nº | Titolo italiano Giapponese 「Kanji」 - Rōmaji                                                                               | In onda           | In onda |
| Nº | Titolo italiano Giapponese 「Kanji」 - Rōmaji                                                                               | Giapponese        |         |
| 1  | Fior di ciliegio 「桜咲く 華の都で ウラウララ」 - sakura saku hana no miyako de uraurara                                    | 1º aprile 1997    |         |
| 2  | Legame d'amore 「縁結び 決め手は小指の 赤い糸」 - enmusubi kimete ha koyubi no akai ito                                     | 8 aprile 1997     |         |
| 3  | Disturbi di trasmissione 「大混線 伝言ゲームは ラブゲーム」 - daikonsen dengon geumu ha rabugemu                            | 15 aprile 1997    |         |
| 4  | Nuovi sentieri 「あこがれの 貴方と歩く バージンロード」 - akogareno anata to aruku baajinrōdo                               | 22 aprile 1997    |         |
| 5  | Cercasi soldi 「金かせげ さあカネかせげ 金かせげ」 - kin kasege saa kane kasege kin kasege                                  | 29 aprile 1997    |         |
| 6  | Nel Labirinto 「誘われて ふしぎの国の 迷宮[ラビリンス]」 - sasowa rete fushigino kuni no meikyū (rabirinsu)                 | 6 maggio 1997     |         |
| 7  | Nave spaziale 「恋い恋いと 呼ばれたるかな 宇宙船」 - koi koi to yoba retarukana uchūsen                                     | 13 maggio 1997    |         |
| 8  | Sin dal principio 「気がつけば 貴方がずっと そばにいた」 - kiga tsukeba anata gazutto sobaniita                             | 20 maggio 1997    |         |
| 9  | Nel sottosuolo 「かの地から 悪夢運びし 地下遺跡」 - kano chi kara akumu hakobi shi chika iseki                              | 27 maggio 1997    |         |
| 10 | Un filo di trucco 「くちびるに 想いを託す ルージュかな」 - kuchibiruni omoi wo takusu rūju kana                             | 3 giugno 1997     |         |
| 11 | Un rimprovero 「しかられて 宇宙へ家出 ミャミャミャミャミャ」 - shikararete uchū he iede myamyamyamyamya                     | 10 giugno 1997    |         |
| 12 | L'impostore 「ニセオヤジ ラテンのリズムで パパいやん」 - niseoyaji raten no rizumu de papa iyan                             | 17 giugno 1997    |         |
| 13 | Chiaro di Luna 「激突の 月と闇夜と 稲妻と」 - gekitotsu no gatsu to yamiyo to inaduma to                                    | 24 giugno 1997    |         |
| 14 | A tutta velocità! 「カッとばせ 岡山→東京 無銭旅行」 - katsu tobase okayama (kigō) tōkyō musenryokō                          | 1º luglio 1997    |         |
| 15 | Alla festa del liceo 「文化祭 愛の始まり 平和の終わり」 - bunkasai ai no hajimari heiwa no owari                            | 8 luglio 1997     |         |
| 16 | La città dei fiori 「桜散る 華の都の 恋模様」 - sakura chiru hana no miyako no koi moyō                                     | 15 luglio 1997    |         |
| 17 | Vagabondando ai confini del cosmo 「彷徨いて 宇宙[そら]の彼方に 魎呼たつ」 - hōkō ite uchū (sora) no kanata ni ryō ko tatsu | 22 luglio 1997    |         |
| 18 | I giorni dell'addio 「離れゆく 心とこころ 別れの日」 - hanare yuku kokoro tokokoro wakare no nichi                          | 29 luglio 1997    |         |
| 19 | La confessione di Ayeka 「友去りて 阿重霞告白 届かぬ想い」 - tomo sari te a jū kasumi kokuhaku todoka nu omoi               | 5 agosto 1997     |         |
| 20 | A metà estate 「初夏知らず ミホキヨ、ドタバタ 潜入捜査」 - shoka shirazu mihokiyo dotabata sennyū sōsa                      | 12 agosto 1997    |         |
| 21 | La tristezza di Yugi 「蝉時雨 悲しき遊戯 夢の後」 - semi shigure kanashi ki yūgi yume no nochi                              | 19 agosto 1997    |         |
| 22 | Penso ancora a te 「離れ来て 心寂しき 想い人」 - hanare kite kokoro sabishi ki omoi nin                                     | 26 agosto 1997    |         |
| 23 | Improvvisi sviluppi 「夏本番 あっちこっちで 急展開」 - natsu honban acchikocchide kyūtenkai                                 | 2 settembre 1997  |         |
| 24 | Come un miraggio 「陽炎の 如き現[うつつ]の 夢語り」 - kagerō no gotoki gen (utsutsu) no yume katari                         | 9 settembre 1997  |         |
| 25 | Sfioriscono gli alberi 「花散らむ 君去りし後 ・・・・・」 - hana chira mu kun sari shi nochi.....                           | 16 settembre 1997 |         |
| 26 | È il gran finale 「大団円! だって私は 大人だもん∇」 - oodan'en! datte watashi ha otona damon?                               | 23 settembre 1997 |         |

## Colonna sonora
Sigla di apertura
- Yume wa doko e itta? ("Dove vanno a finire i sogni?"), cantata da Linda Yamamoto.

Sigla di chiusura
- Yamerarenai, Yamerarenai! ("Implacabile, implacabile!"), cantata dall'intero cast di doppiatori della serie.
- Kataomoi ("Amore inquieto"), cantata da Mayumi Iizuka (solo ep. 24).